# Англосаксонска митология
Англосаксонската митология или англосаксонско езичество се отнася до езическите религиозни вярвания и практики, следвани от англосаксонците между V и VIII век по време на първоначалния период на ранната Средновековна Англия. Вариант на германското езичество в голяма част от северозападната част на Европа, тя обхваща хетерогенно разнообразие от коренно различни вярвания и култови практики с много регионални особености.

## Произход и история
Англосаксонците, съставени от племената на англите, саксонците, фризи и ютите, пристигат в Британия от Южна Скандинавия, Холандия и Северна Германия. Впечатления за англосаксонската митология могат да се извлекат чрез четене и проучване на скандинавската митология.

## Извори
Главният литературен източник е Беда Достопочтени, християнски монах, който пише за староанглийския календар в своята De Tomporum Ratione. Много малко староанглийска поезия е оцеляла. Епичната поема Беоулф е важен източник за англосаксонската езическа поезия и история, но е ясно адресирана към християнска аудиенция, съдържайки множество препратки към християнския бог и използвайки християнски фрази и метафори. Чудовището Грендел, например, е описано като потомък на библейски Каин.

## Вярвания
Англосаксонците вярвали в свръхестествени същества като елфи, джуджета и великани, които често носели беди на хората. Много е вероятно да са вярвали във Вирд (Wyrd; от немски werden), което обикновено се превежда като „съдба“.
Тъй като англосаксонците са били германски народ, те са почитали същите богове като северните и другите германски народи. Имената са малко по-различни, заради разлики в езиците между германските народи.